# 松平頼纉
松平 頼纉（まつだいら よりつぐ）は、江戸時代後期の高松松平家御厄介（一門）、松平大膳家第9代当主。通称は哲松。号は松嶼。
歌人としても知られた。

## 生涯
7代・松平頼覚の三男として誕生。母は香西氏。
始め父より偏諱を与えられて覚賢（あきかた）と名乗っていた。元治元年（1864年）6月、父に従い上洛し、7月の禁門の変の際は仙洞御所を守衛する。慶応3年（1867年）に父が、明治2年（1869年）に兄：頼利が、相次いで死去したのに伴って家督を継ぎ、藩の政務総裁となる。家の慣例によって通字の「頼」を襲い頼纉に改名する。明治6年（1873年）、田村神社宮司権少教正。明治15年（1882年）、正七位。明治24年（1891年）、香川県教育会長となる。
明治34年（1901年）3月24日死去。享年61。

## 系譜
- 父：松平頼覚
- 母：香西氏
- 室：式子 - 式部頭坊城俊政の娘
- 生母不明の子女
  - 男子：松平覚義（あきよし）